# اسب ایسلندی
اسب ایسلندی یک نژاد اسب است که در ایسلند پرورش یافته‌است. اگرچه اسب‌ها کوچک هستند، اما گاهی به اندازه اسبچه‌ها هستند، اما بیشتر دفتر ثبتی ایسلندی از آن به عنوان اسب یاد می‌کنند. اسب‌های ایسلندی عمر طولانی و مقاومی دارند. در کشور مادری خود بیماری‌های کمی دارند. قانون ایسلند از واردات اسب به این کشور جلوگیری می‌کند و جانوران صادراتی اجازه بازگشت ندارند. اسب ایسلندی علاوه بر راه رفتن معمولی، یورتمه‌سواری و کانتر/گالوپ که معمولاً توسط دیگر نژادها نشان داده می‌شود، دو نوع راه رفتن را نیز نشان می‌دهد. تنها نژاد اسب در ایسلند، آنها همچنین در سطح بین‌المللی محبوب هستند و جمعیت قابل توجهی در اروپا و آمریکای شمالی وجود دارد. این نژاد هنوز هم برای کارهای سنتی چوپانی در کشور بومی خود و همچنین برای اوقات فراغت، نمایش و مسابقه استفاده می‌شود.

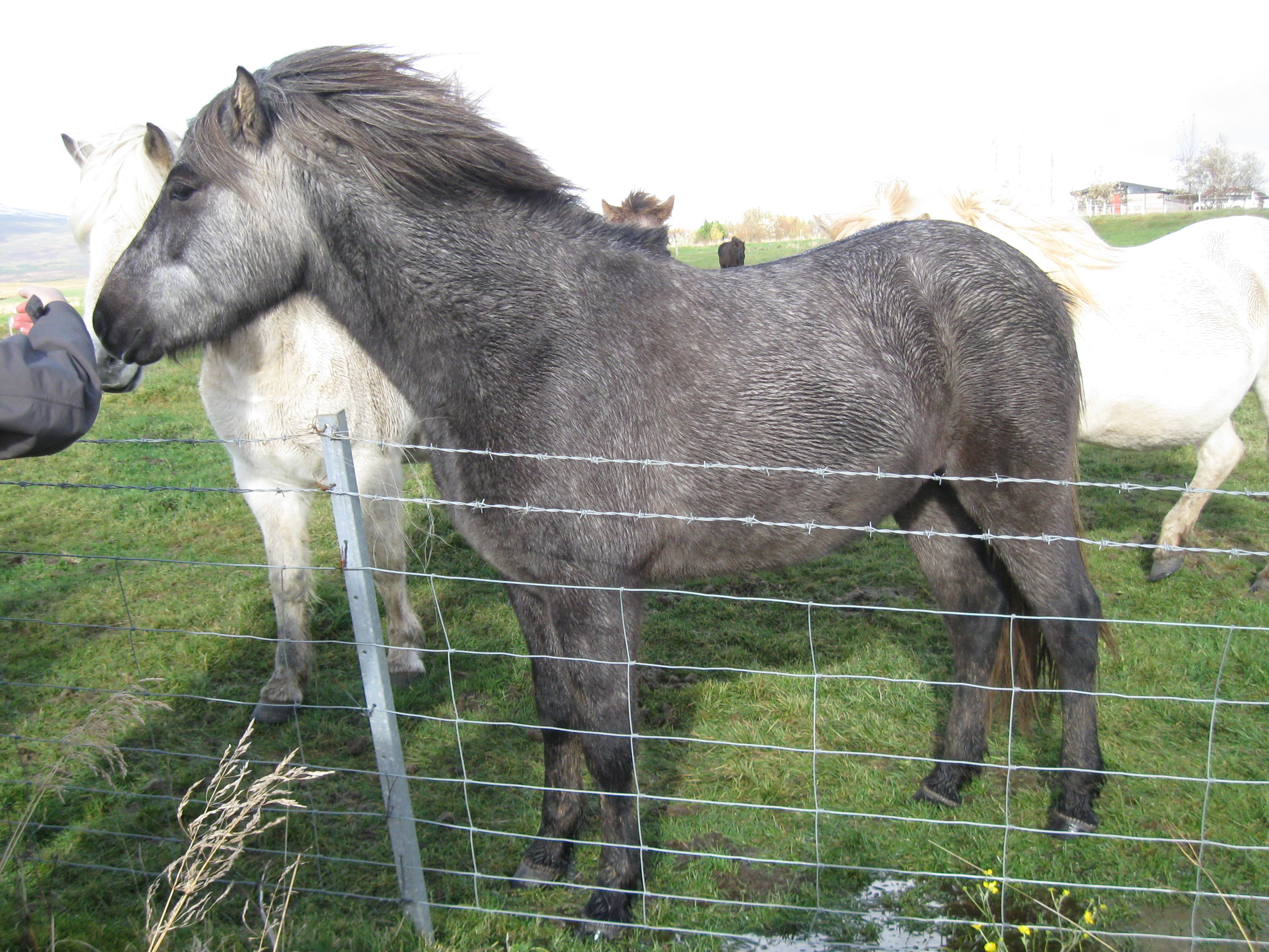
اسب ایسلندی با پوشش تابستانی

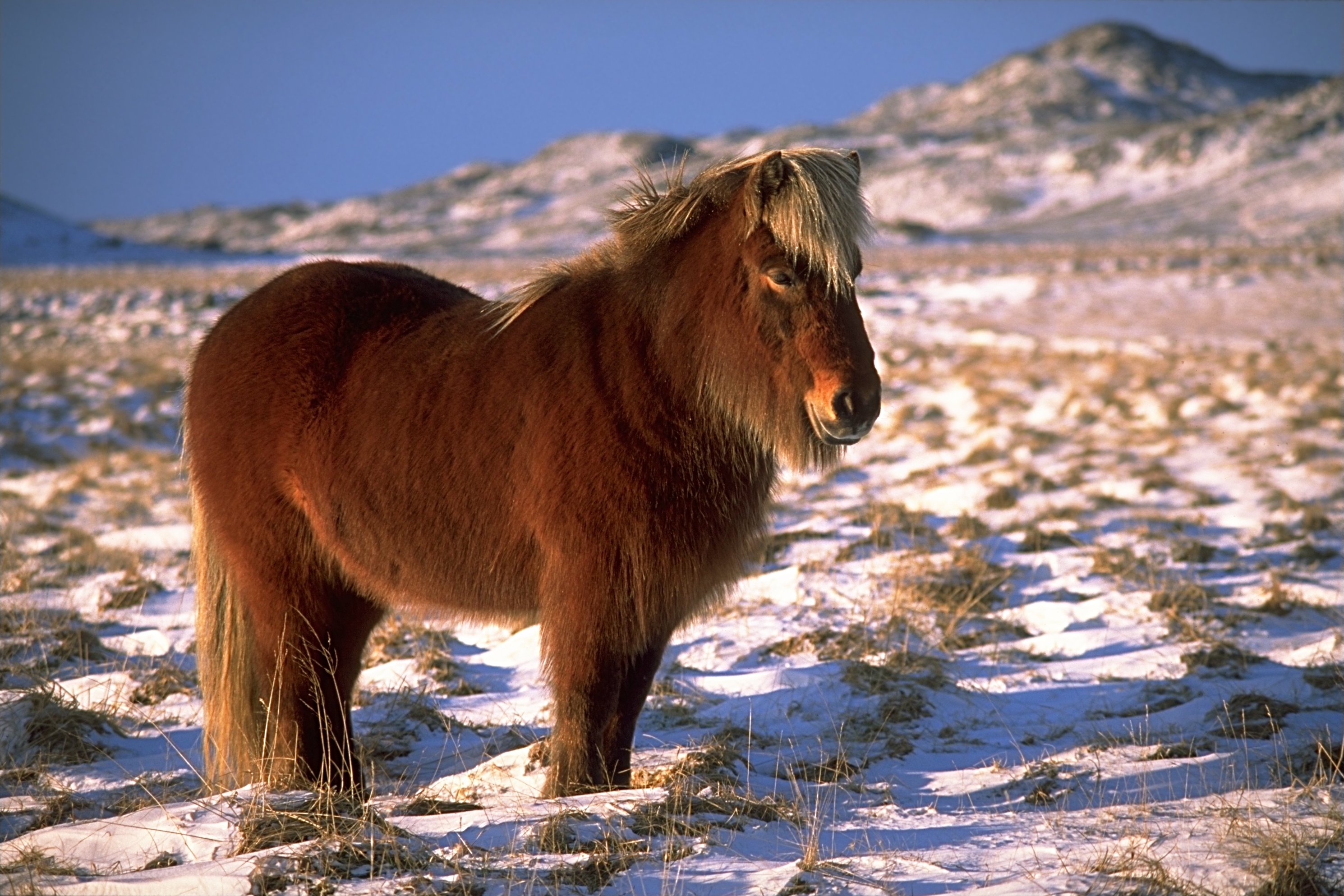
اسب ایسلندی با پوشش سنگین زمستانی

اسب ایسلندی به‌ویژه در اروپای غربی، اسکاندیناوی و آمریکای شمالی محبوب است. حدود ۸۰۰۰۰ اسب‌های ایسلندی در ایسلند (در مقایسه با جمعیت انسانی ۳۱۷۰۰۰ نفر) و حدود ۱۰۰۰۰۰ در خارج از کشور وجود دارند. تقریباً ۵۰۰۰۰ نفر در آلمان هستند که دارای بسیاری از باشگاه‌های سوارکاری فعال و انجمن‌های پرورش نژاد هستند.